# スハル川
スハル川（スハルがわ、スペイン語: Río Zújar）は、スペイン・アンダルシア州コルドバ県とエストレマドゥーラ州バダホス県を流れる河川。グアディアナ川の支流である。流路長は214km。

## 地理

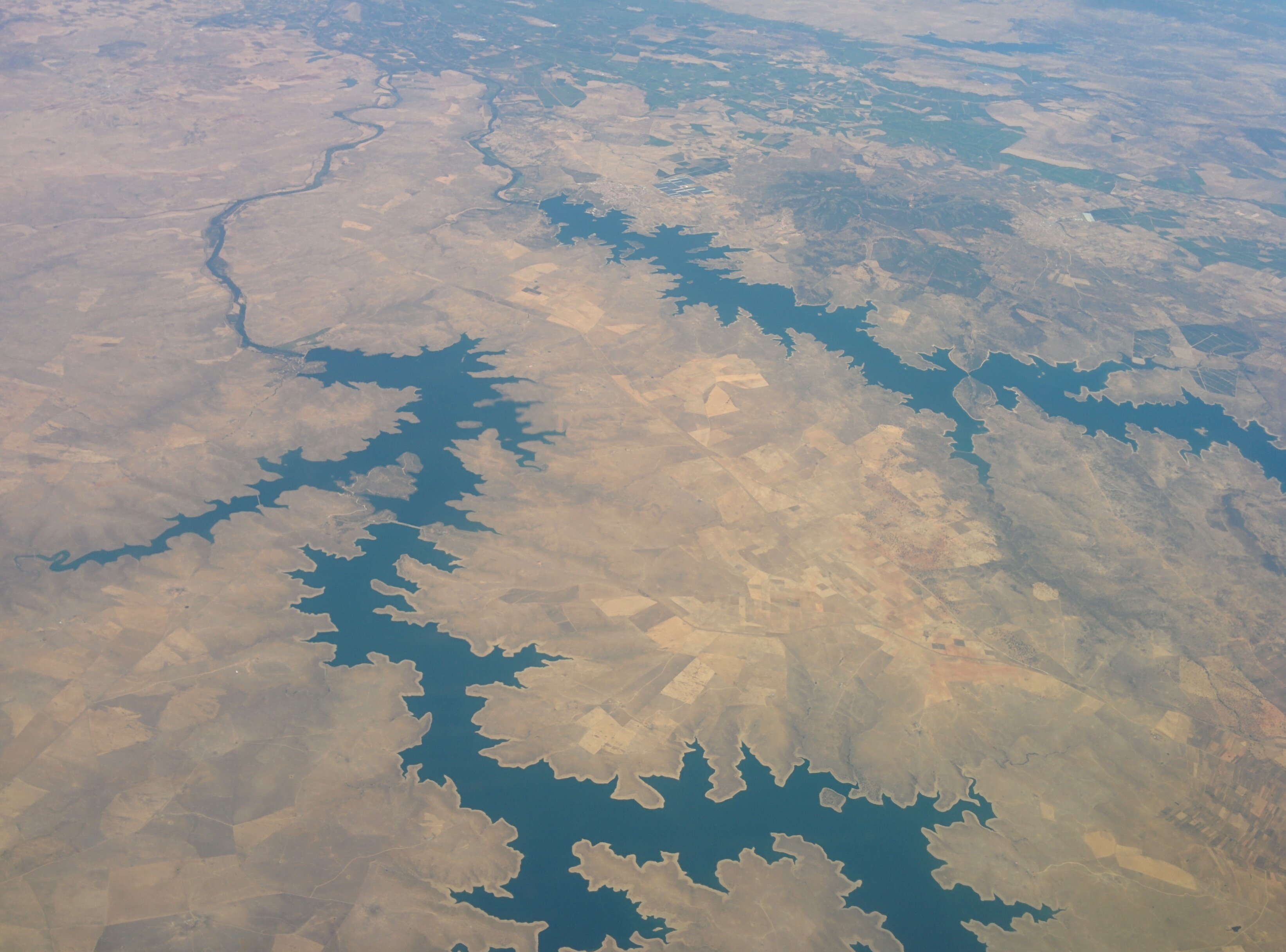
ラ・セレナ貯水池（手前）の航空写真

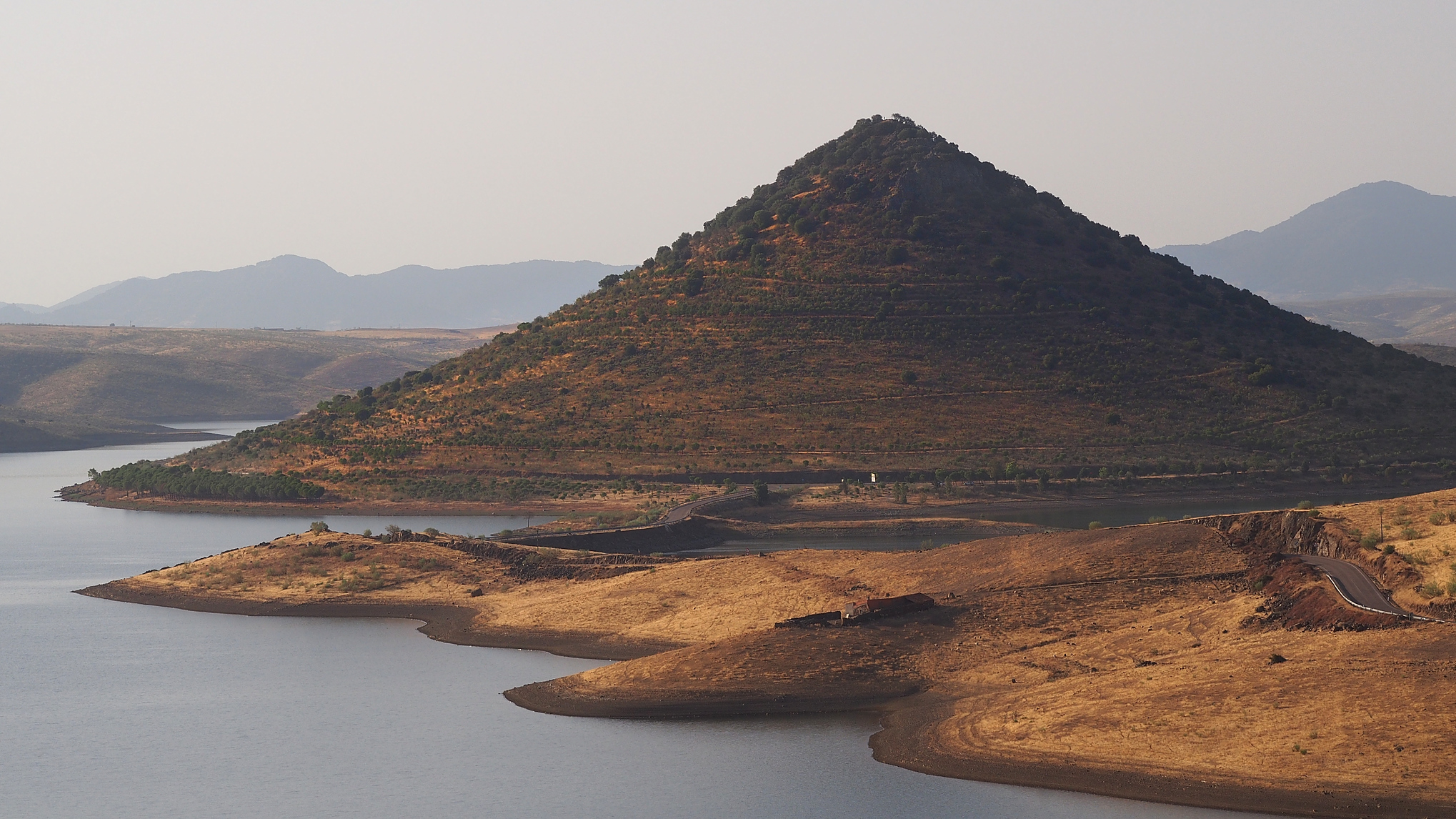
ラ・セレナ貯水池にあるマサトリゴ山

シエラ・モレナ山脈のラ・カラベルエラ丘陵が水源。自治体としてはアンダルシア州コルドバ県フエンテ・オベフナ。コルドバ県カンピーニャ・スール郡とエストレマドゥーラ州バダホス県ラ・セレナ郡の間を北東に向かって流れ、バダホス県ビリャヌエバ・デ・ラ・セレナにあるラ・セレナ貯水池でグアディアナ川に注いでいる。
ラ・セレナ貯水池は全長数十キロもある広大な貯水池であり、マサトリゴ山という完全な円錐形の変態的な島まである。反時計回りに半円を描く貯水池で西に向きを変えたグアディアナ川は、その後メリダやバダホスを流れ、バダホスを超えると南に向きを変える。スペイン＝ポルトガル国境を南下して、ウエルバ県ウエルバの西30㎞でカディス湾に注いでいる。

## 支流

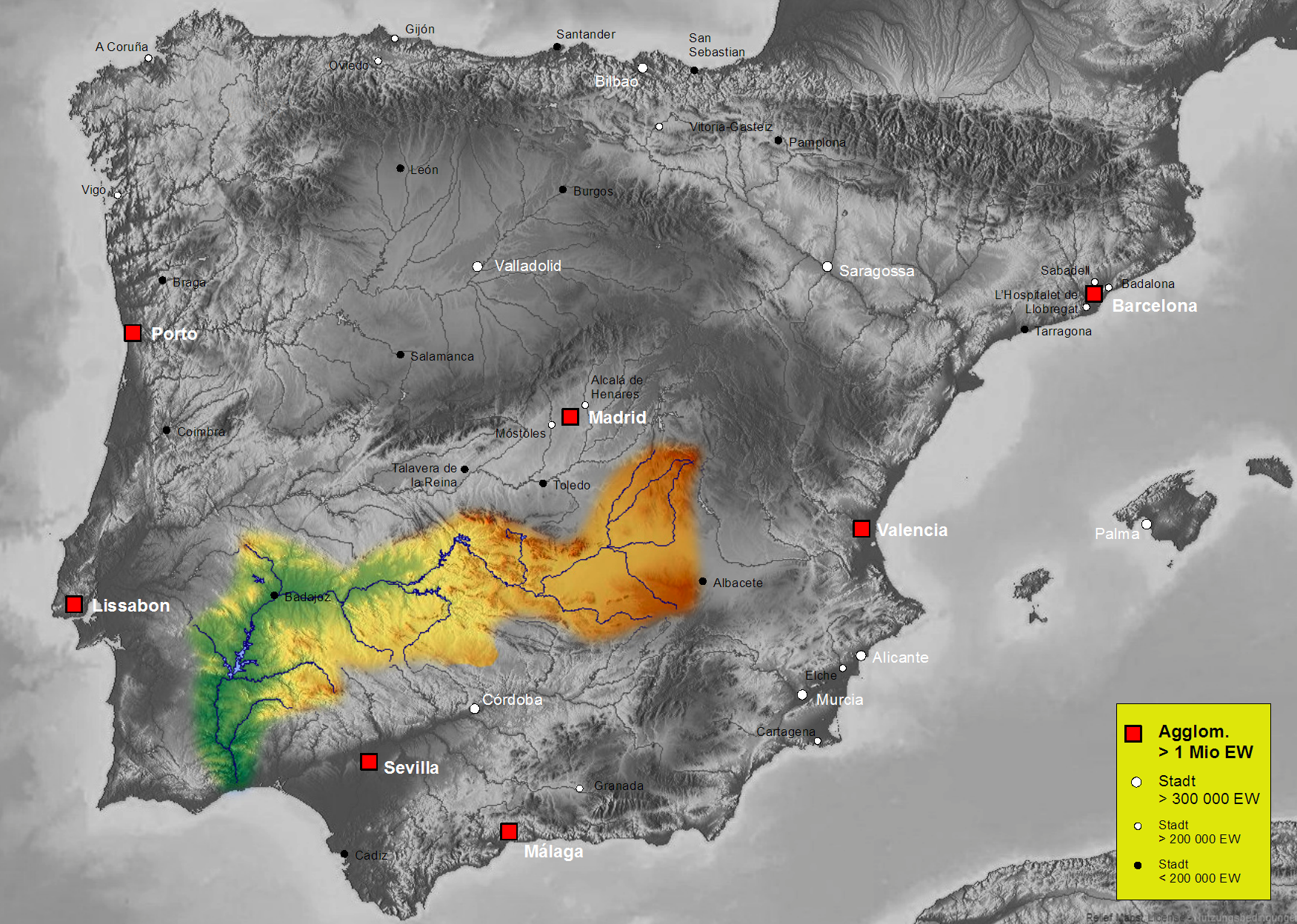
グアディアナ川の流域

右岸
- グアダマティーリャ川（流路長54km）
- グアダルメス川（流路長90km）
- エステラス川（流路長68km）
- グアダレマール川

左岸
- グアダレフラ川（流路長50km）